# Ralf Kirsten
Ralf Kirsten (* 30. Mai 1930 in Leipzig; † 23. Januar 1998 in Berlin) war einer der bedeutendsten Regisseure und Drehbuchautoren der DDR. Einem breiteren Publikum bekannt wurde Kirsten vor allem durch die Zusammenarbeit mit Manfred Krug, für dessen Filme er häufig das Drehbuch schrieb und Regie führte.

## Biographie
Kirsten wurde als Sohn eines Volksschullehrers in Leipzig geboren. Nach seinem Abitur und einer Lehre als Elektro-Installateur begann er ein Studium der Germanistik und Theaterwissenschaft an der Humboldt-Universität zu Berlin. 1951 wechselte er zum Theaterinstitut in Weimar und 1952 an die Filmhochschule FAMU in Prag, wo er ein Regiestudium aufnahm.
Sein Diplomfilm von 1956 Bärenburger Schnurre überzeugte die Kritiker, dennoch erhielt er keinen festen Vertrag mit der DEFA und landete stattdessen beim neuen Medium Fernsehen. Hier sammelte er Erfahrungen mit allen Gattungen und Genres und arbeitete im Jugendfernsehen. 1958 erhielt er die Gelegenheit als Regieassistent für Slatan Dudows Verwirrung der Liebe wieder für die DEFA zu arbeiten, wo er 1960 schließlich als Regisseur der DEFA-Studios für Spielfilme eingestellt wurde.
Sein erstes Werk Steinzeitballade fand bei den Kritikern noch wenig Beachtung. 1961 gelang ihm mit Auf der Sonnenseite ein vom Publikum gefeierter Film, in dem Manfred Krug die Hauptrolle spielte. Diese Zusammenarbeit zeigte sich als äußerst erfolgreich, so dass Kirsten mit ihm in vier weiteren Filmen zusammenarbeitete.
Neben den großen DEFA-Spielfilmen arbeitete Kirsten parallel auch als Regisseur für das Fernsehen der DDR. Mit der Wiedervereinigung und dem Ende der DEFA war seine Arbeit nicht mehr gefragt. Fortan lehrte er als Dozent für Regie an der Hochschule für Film und Fernsehen Potsdam.

## Filmografie
- 1956: Bärenburger Schnurre (Regie)
- 1957: Skimeister von morgen (Regie)
- 1958: Nur eine Frau (Regie-Assistenz)
- 1959: Verwirrung der Liebe (Regie-Assistenz)
- 1960: Begegnung im Zwielicht (Regie-Mitarbeit)
- 1960: Steinzeitballade (Regie, Co-Drehbuch)
- 1961: Hoffnung auf Kredit (TV; Regie)
- 1961: Auf der Sonnenseite (Regie, Co-Drehbuch)
- 1962: Beschreibung eines Sommers (Regie, Co-Drehbuch)
- 1963: Füchsin und Biber (Regie, Drehbuch)
- 1963: Träume sind Schäume (Co-Regie)
- 1964: Mir nach, Canaillen! (Regie)
- 1966/1971: Der verlorene Engel (Regie, Drehbuch)
- 1967: Frau Venus und ihr Teufel (Regie, Drehbuch)
- 1970: Netzwerk (Regie, Co-Drehbuch)
- 1970: Zwei Briefe an Pospischiel (TV-Zweiteiler; Regie)
- 1971: Junger Mann (TV; Regie)
- 1973: Die Elixiere des Teufels (Regie)
- 1973: Unterm Birnbaum (Regie, Drehbuch)
- 1975: Eine Pyramide für mich (Regie, Co-Drehbuch)
- 1978: Ich zwing dich zu leben (Regie, Drehbuch)
- 1979: Addio, piccola mia (Darsteller)
- 1979: Lachtauben weinen nicht (Regie)
- 1984: Wo andere schweigen (Regie)
- 1987: Käthe Kollwitz – Bilder eines Lebens (Regie, Drehbuch)

## Auszeichnungen
- 1962: Heinrich-Greif-Preis 1. Klasse im Kollektiv für Auf der Sonnenseite
- 1962: Literaturpreis des FDGB für Auf der Sonnenseite
- 1971: Heinrich-Greif-Preis 1. Klasse für Netzwerk
- 1978: Verdienstmedaille der DDR
- 1980: Heinrich-Greif-Preis 1. Klasse im Kollektiv für Lachtauben weinen nicht
- 1984: Nationalpreis der DDR II. Klasse für Kunst und Literatur
- 1985: Kunstpreis des FDGB für Wo andere schweigen im Kollektiv